# Rietlandwimperzwam
De rietlandwimperzwam (Scutellinia umbrorum) is een schimmel uit de familie Pyronemataceae. Hij leeft saprotroof op met rottende plantenresten vermengde, vochtige tot natte zand- en leembodems, soms op vochtig hout; langs oevers van beekjes, slootjes, afgravingen, in matig voedselrijke gras- en rietlanden, broekbossen enz.

## Kenmerken
Kenmerkend voor deze soort zijn:
- Apothecia: bruinrood tot rood, 3-8 mm in diameter
- Randharen: geelbruin of bruin, 200-1000 μm lang, 15-40 μm dik, 5-15 septaat, wanddikte 3,8-6,2 μm
- Sporen: breed ellips tot ovaal, 18,5-24 x 13-17,5 μm, Q-waarde 1,3-1,5 μm
- Sporenornamentatie: geïsoleerde wratten (meestal 1-2 μm breed en 0,5-1,5 μm hoog, laat niet los wanneer verhit in katoenblauw
- Asci: 210-310 x 17-24 μm
- Parafysen: 3,0 tot 3,8 μm breed

## Verspreiding
In Nederland komt de rietlandwimperzwam zeer zeldzaam voor.

## Foto's

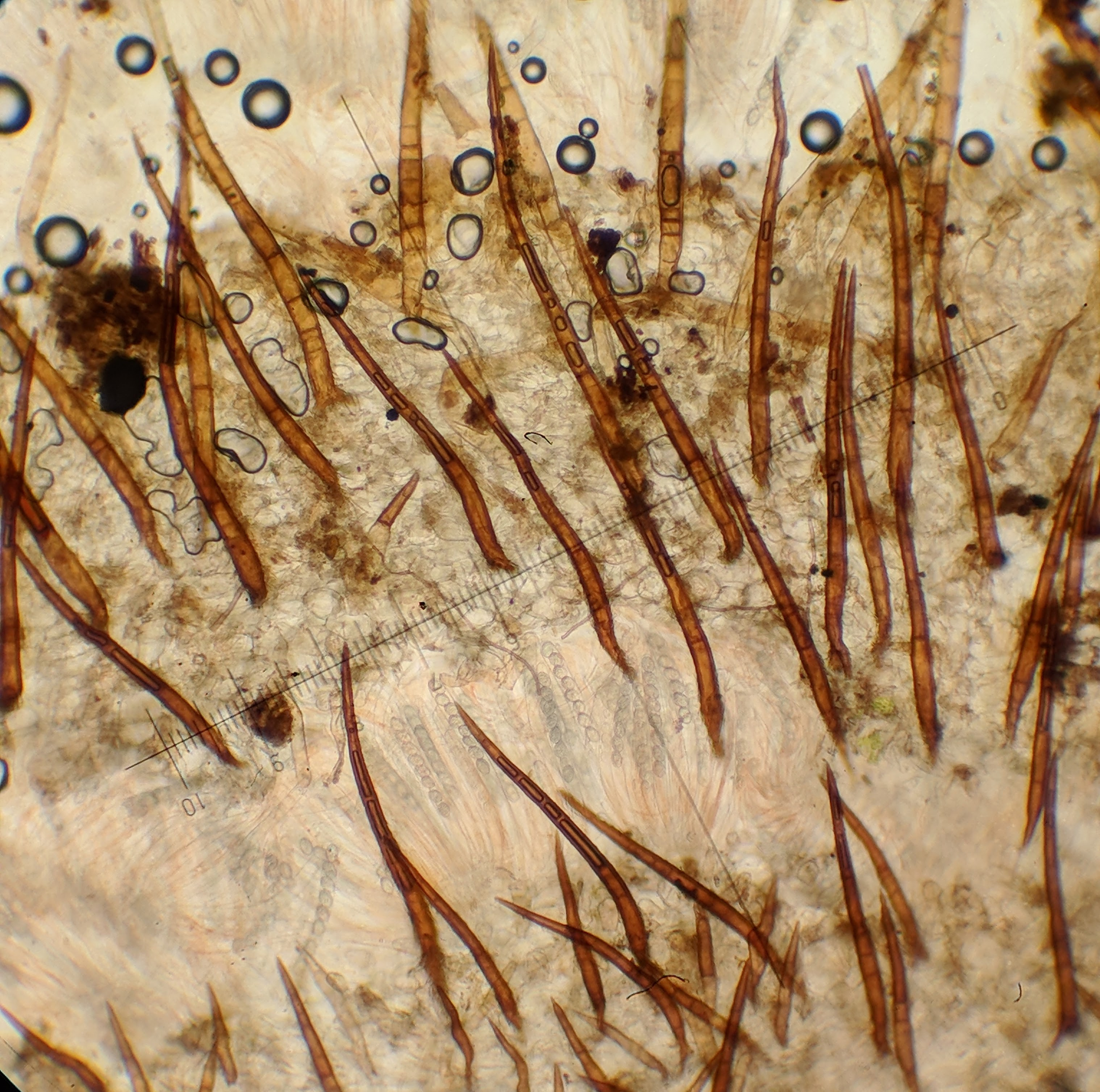
Randharen en asci
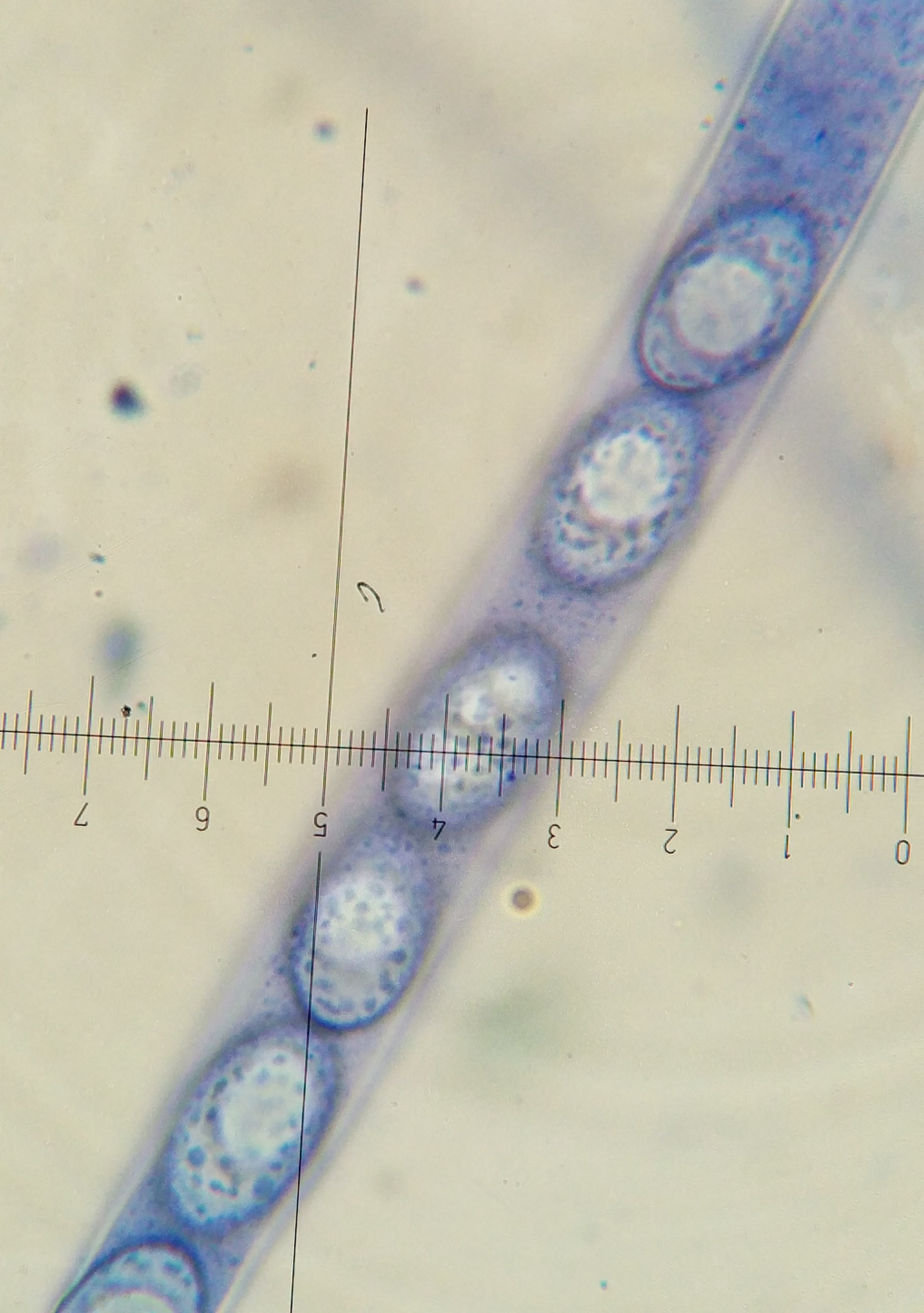
Asci met sporen